# Zbiorniki wodne w Radzanowie
Zbiorniki wodne w Radzanowie – zespół czterech sztucznych zbiorników wodnych zlokalizowanych na północ od Radzanowa (powiat buski, województwo świętokrzyskie), w odległości około trzech kilometrów na południe od Parku Zdrojowego w Busku Zdroju.
Na zespół składają się, począwszy od zachodu: Staw Rogowy, Staw Duży Ogrodowy, Staw Piaskowy i zbiornik rekreacyjny Radzanów.
Zbiornik Radzanów o powierzchni 11 hektarów powstał w  2010. Obecnie mogą z niego korzystać jedynie wędkarze, gdyż kąpiel w nim jest zabroniona z uwagi na zły stan wód. Akwen jest zarybiany i pozostaje w zarządzie Koła Wędkarskiego z Buska-Zdroju, stanowiąc jego wodę wewnętrzną. Na zbiorniku rozgrywane są zawody wędkarskie. Wolno tu uprawiać wędkarstwo spławikowo-gruntowe, spinningowe, podlodowe, muchowe. Dominującymi rybami są karp, karaś i leszcz. W wodach zbiornika żyją też płocie, okonie, szczupaki, sandacze, sumy, amury, liny i tołpygi. Do terenu zbiornika przylega obszar rekreacyjny z boiskiem do piłki plażowej i wypożyczalnią sprzętu wodno-rekreacyjnego. Znajduje się tu także mała gastronomia, toalety i pomieszczenia socjalne.